# Neil Fligstein
Neil Fligstein est un sociologue américain spécialiste de sociologie économique. Il est professeur de sociologie à l'université de Californie à Berkeley.

## Publications
- (en) Neil Fligstein, The Transformation of Corporate Control, Cambridge, Harvard University Press, 1990
- (en) Neil Fligstein, « Markets as politics : a political-cultural approach to market institutions », American Sociological Review,‎ 1996, p. 656-673 (JSTOR 2096398)
- Neil Fligstein, « Le Mythe du marché », Actes de la recherche en sciences sociales, vol. 139 « L'exception américaine(2) »,‎ septembre 2001, p. 3-12 (DOI 10.3406/arss.2001.3351, lire en ligne)
- (en) Neil Fligstein, The Architecture of Markets : An Economic Sociology of Twenty-First-Century Capitalist Societies, Princeton University Press, 2002, 288 p. (ISBN 978-0-691-10254-2, lire en ligne)
- (en) Neil Fligstein et Doug McAdam, A Theory of Fields, New York, Oxford University Press, 2012